# Supercopa de Japón 2019
La Supercopa de Japón 2019, también conocida como Supercopa Fuji Xerox 2019 (en inglés: Fuji Xerox Super Cup 2019) por motivos de patrocinio, fue la 26.ª edición de este torneo.
Fue disputada entre Kawasaki Frontale, como campeón de la J1 League 2018, y Urawa Red Diamonds, como ganador de la Copa del Emperador 2018. El partido se jugó el 16 de febrero de 2019 en el Estadio Saitama 2002 de la ciudad de Saitama.

## Participantes
| Bandera de Prefectura de Kanagawa   | Kawasaki Frontale  | Campeón de la J1 League (2018)          |
| Bandera de la Prefectura de Saitama | Urawa Red Diamonds | Campeón de la Copa del Emperador (2018) |

## Partido
| 16 de febrero de 2019, 13:35 (UTC+9) | Kawasaki Frontale  | 1:0 (0:0) | Urawa Red Diamonds | Estadio Saitama 2002, Saitama                              |                                                            |
|                                      | Leandro Damião 52' | Reporte   |                    | Asistencia: 52 587 espectadores Árbitro(s): Masaaki Iemoto | Asistencia: 52 587 espectadores Árbitro(s): Masaaki Iemoto |

### Detalles
| 1          | Guardameta     | Jung Sung-ryong   |     |
| 26         | Defensa        | Maguinho          | 70' |
| 3          | Defensa        | Tatsuki Nara      |     |
| 5          | Defensa        | Shōgo Taniguchi   |     |
| 7          | Defensa        | Shintarō Kurumaya |     |
| 6          | Centrocampista | Hidemasa Morita   | 79' |
| 10         | Centrocampista | Ryōta Ōshima      |     |
| 14         | Centrocampista | Kengo Nakamura    | 70' |
| 41         | Centrocampista | Akihiro Ienaga    |     |
| 9          | Delantero      | Leandro Damião    | 79' |
| 11         | Delantero      | Yū Kobayashi      | 88' |
| Entrenador | Entrenador     | Tōru Oniki        |     |

| 1          | Guardameta     | Shūsaku Nishikawa   |     |
| 31         | Defensa        | Takuya Iwanami      |     |
| 2          | Defensa        | Maurício Antônio    |     |
| 5          | Defensa        | Tomoaki Makino      |     |
| 27         | Centrocampista | Daiki Hashioka      | 66' |
| 8          | Centrocampista | Ewerton             | 46' |
| 7          | Centrocampista | Kazuki Nagasawa     | 66' |
| 10         | Centrocampista | Yōsuke Kashiwagi    | 81' |
| 3          | Centrocampista | Tomoya Ugajin       |     |
| 14         | Delantero      | Ken'yū Sugimoto     | 46' |
| 30         | Delantero      | Shinzō Kōroki       |     |
| Entrenador | Entrenador     | Oswaldo de Oliveira |     |

| 19 | Centrocampista | Manabu Saitō     | 70' |
| 17 | Defensa        | Kazuaki Mawatari | 70' |
| 20 | Delantero      | Kei Chinen       | 79' |
| 25 | Centrocampista | Ao Tanaka        | 79' |
| 8  | Centrocampista | Hiroyuki Abe     | 88' |

| 22 | Centrocampista | Yūki Abe         | 46' |
| 19 | Delantero      | Andrew Nabbout   | 46' |
| 6  | Defensa        | Ryōsuke Yamanaka | 66' |
| 29 | Centrocampista | Kai Shibato      | 66' |
| 11 | Centrocampista | Quenten Martinus | 81' |

| Anotado | 52' | Leandro Damião | 1-0 |

| Amonestado | 27' | Leandro Damião  |
| Amonestado | 66' | Shōgo Taniguchi |

| Amonestado | 34' | Tomoaki Makino |

| Árbitro             | Masaaki Iemoto    |
| Árbitros asistentes | Takumi Takagi     |
| Árbitros asistentes | Hiroyuki Igarashi |
| Cuarto árbitro      | Futoshi Nakamura  |

| 1          | Guardameta     | Jung Sung-ryong   |     |
| 26         | Defensa        | Maguinho          | 70' |
| 3          | Defensa        | Tatsuki Nara      |     |
| 5          | Defensa        | Shōgo Taniguchi   |     |
| 7          | Defensa        | Shintarō Kurumaya |     |
| 6          | Centrocampista | Hidemasa Morita   | 79' |
| 10         | Centrocampista | Ryōta Ōshima      |     |
| 14         | Centrocampista | Kengo Nakamura    | 70' |
| 41         | Centrocampista | Akihiro Ienaga    |     |
| 9          | Delantero      | Leandro Damião    | 79' |
| 11         | Delantero      | Yū Kobayashi      | 88' |
| Entrenador | Entrenador     | Tōru Oniki        |     |

| 1          | Guardameta     | Shūsaku Nishikawa   |     |
| 31         | Defensa        | Takuya Iwanami      |     |
| 2          | Defensa        | Maurício Antônio    |     |
| 5          | Defensa        | Tomoaki Makino      |     |
| 27         | Centrocampista | Daiki Hashioka      | 66' |
| 8          | Centrocampista | Ewerton             | 46' |
| 7          | Centrocampista | Kazuki Nagasawa     | 66' |
| 10         | Centrocampista | Yōsuke Kashiwagi    | 81' |
| 3          | Centrocampista | Tomoya Ugajin       |     |
| 14         | Delantero      | Ken'yū Sugimoto     | 46' |
| 30         | Delantero      | Shinzō Kōroki       |     |
| Entrenador | Entrenador     | Oswaldo de Oliveira |     |

| 19 | Centrocampista | Manabu Saitō     | 70' |
| 17 | Defensa        | Kazuaki Mawatari | 70' |
| 20 | Delantero      | Kei Chinen       | 79' |
| 25 | Centrocampista | Ao Tanaka        | 79' |
| 8  | Centrocampista | Hiroyuki Abe     | 88' |

| 22 | Centrocampista | Yūki Abe         | 46' |
| 19 | Delantero      | Andrew Nabbout   | 46' |
| 6  | Defensa        | Ryōsuke Yamanaka | 66' |
| 29 | Centrocampista | Kai Shibato      | 66' |
| 11 | Centrocampista | Quenten Martinus | 81' |

| Anotado | 52' | Leandro Damião | 1-0 |

| Amonestado | 27' | Leandro Damião  |
| Amonestado | 66' | Shōgo Taniguchi |

| Amonestado | 34' | Tomoaki Makino |

| Árbitro             | Masaaki Iemoto    |
| Árbitros asistentes | Takumi Takagi     |
| Árbitros asistentes | Hiroyuki Igarashi |
| Cuarto árbitro      | Futoshi Nakamura  |

| Estadísticas       | Kawasaki Frontale | Urawa Red Diamonds |
| ------------------ | ----------------- | ------------------ |
| Tiros              | 8                 | 3                  |
| Tiros al arco      | 3                 | 1                  |
| Faltas             | 9                 | 14                 |
| Tiros de esquina   | 4                 | 4                  |
| Penales            | 0                 | 0                  |
| Fueras de juego    | 2                 | 2                  |
| Posesión del balón | 56%               | 44%                |

|                                       |
| Bandera de Prefectura de Kanagawa     |
| Campeón Kawasaki Frontale 1.er título |